# Critica militante
La critica militante tratta tematiche e autori contemporanei.
I critici militanti esprimono giudizi a caldo su opere nuove con articoli e saggi in riviste e giornali, e partecipando attivamente alla vita artistica e letteraria di un paese, anche schierandosi a favore di gruppi e correnti al fine di favorirne l'affermazione.
La critica militante si contrappone alla cosiddetta critica accademica, la quale tratta invece prevalentemente temi e autori del passato allo scopo di fornirne una precisa definizione storica.
Questa distinzione è però diventata negli ultimi decenni meno categorica poiché molti critici accademici (ossia docenti universitari) si occupano sempre più spesso dell'arte e della letteratura contemporanea, mentre i critici militanti tendono a inserirsi nel mondo accademico.
Tra i più noti critici militanti italiani del Novecento si possono ricordare - oltre a Gianfranco Contini, che spaziò dalla letteratura delle origini alla contemporaneità - Giuseppe Antonio Borgese, Giacomo Debenedetti, Giacomo Devoto, Alfredo Schiaffini, Eugenio Montale, Emilio Cecchi, Pietro Pancrazi, Sergio Solmi, Elio Vittorini, Italo Calvino, Franco Fortini, Geno Pampaloni, Carlo Bo, Giorgio Barberi Squarotti, Pietro Citati, Luigi Baldacci, Giuliano Gramigna, Paolo Milano, Giovanni Raboni, Angelo Guglielmi, Alfredo Giuliani.